# Bovenkarspel
Bovenkarspel est un village de la commune néerlandaise de Stede Broec, dans la province de la Hollande-Septentrionale. En 2009, le village comptait environ 11 000 habitants.

## Histoire
Bovenkarspel a été une commune indépendante jusqu'au 1er janvier 1979. À cette date, la commune fusionne avec Grootebroek, pour former la nouvelle commune de Stede Broec.